# الکساندر کوهل
الکساندر کوهل (انگلیسی: Alexander Kühl؛ زادهٔ ۷ ژانویهٔ ۱۹۷۳) بازیکن بسکتبال اهل آلمان است.
از باشگاه‌هایی که در آن بازی کرده‌است می‌توان به باشگاه فوتبال بایر ۰۴ لورکوزن اشاره کرد.